# Tomosvaryella minima
Tomosvaryella minima är en tvåvingeart som först beskrevs av Becker 1898.  Tomosvaryella minima ingår i släktet Tomosvaryella och familjen ögonflugor. Arten är reproducerande i Sverige. Inga underarter finns listade i Catalogue of Life.